# Jacob Hübner
Jacob Hübner (født 20. juni 1761 i Augsburg, død 13. september 1826 samme sted) var en tysk entomologist.
Hübner var forfatter af Sammlung Europäischer Schmetterlinge (1796-1805), et grundlæggende arbejde for entomologien; Geschichte europäischer Schmetterlinge og Sammlung eksotiske Schmetterlinge. Han beskrev mange nye slægter og arter.
Han blev uddannet som etcher og gravør. Han kunne derfor selv illustrere de sommerfugle, som han har indsamlet. 